# 宮城県医師会
公益社団法人宮城県医師会（いっぱんしゃだんほうじんみやぎけんいしかい、英称 Miyagi Medical Association）は、宮城県の医師を会員とする法人。

## 所在地
- 本部：
宮城県仙台市青葉区大手町1番5号（北緯38度15分30.7秒 東経140度51分49秒 / 北緯38.258528度 東経140.86361度）
- 宮城県医師会健康センター
宮城県仙台市宮城野区安養寺三丁目7番5号（北緯38度16分55.3秒 東経140度54分37.1秒 / 北緯38.282028度 東経140.910306度）

## 役員
- 会長　   嘉数研二
- 副会長   櫻井芳明
- 副会長   佐藤和宏
- 副会長   井樋栄二

## 郡市医師会、大学医師会
| 名称                   | 所在地                                            | 位置                                   |
| ---------------------- | ------------------------------------------------- | -------------------------------------- |
| 白石市医師会           | 白石市大手町1-1 白石市健康センター内              | 北緯38度0分9.5秒 東経140度37分9.2秒    |
| 柴田郡医師会           | 柴田郡大河原町大谷字末広81 甘糟医院内             | 北緯38度3分0.6秒 東経140度44分26.1秒   |
| 角田市医師会           | 角田市角田字柳町35-1 角田市総合保健福祉センター内 | 北緯37度58分58.1秒 東経140度46分37.1秒 |
| 亘理郡医師会           | 亘理郡亘理町字五日町24-1 亘理町保健センター内     | 北緯38度2分16.5秒 東経140度51分13.3秒  |
| 岩沼市医師会           | 岩沼市桜2-8-30 岩沼市保健センター内               | 北緯38度6分21.1秒 東経140度52分13.7秒  |
| 名取市医師会           | 名取市増田字柳田244 名取市保健センター内          | 北緯38度10分12秒 東経140度53分33.8秒   |
| 仙台市医師会           | 仙台市若林区舟丁64-12 仙台急患センター4F          | 北緯38度14分32.5秒 東経140度53分11.8秒 |
| 宮城県塩釜医師会       | 塩竈市錦町7-10 塩釜医師会医療社会活動センター内   | 北緯38度18分32.6秒 東経141度1分7.8秒   |
| 黒川郡医師会           | 黒川郡大和町吉田字新要害57-1                      | 北緯38度25分55.3秒 東経140度53分20.2秒 |
| 加美郡医師会           | 加美郡加美町字北町二番139-1                       | 北緯38度34分23.7秒 東経140度51分31秒   |
| 大崎市医師会           | 大崎市古川旭4-3-24 大崎建設産業会館内             | 北緯38度33分53.6秒 東経140度58分32.8秒 |
| 遠田郡医師会           | 遠田郡涌谷町字新町裏154                           | 北緯38度32分21.4秒 東経141度7分43秒    |
| 桃生郡医師会           | 石巻市相野谷字本屋敷6-1                           | 北緯38度30分50.3秒 東経141度18分50.3秒 |
| 石巻市医師会           | 石巻市鋳銭場1-27                                  | 北緯38度26分2.4秒 東経141度18分20.2秒  |
| 登米市医師会           | 登米市迫町佐沼字天神前30-5                        | 北緯38度41分20秒 東経141度11分33.5秒   |
| 気仙沼市医師会         | 気仙沼市字四反田95-4                              | 北緯38度54分0.9秒 東経141度33分41.5秒  |
| 栗原市医師会           | 栗原市志波姫沼崎堰畑143 栗原市志波姫総合支所2F    | 北緯38度45分18.9秒 東経141度4分2.6秒   |
| 東北大学医師会         | 仙台市青葉区星陵町2-1 東北大学医学部1号館1F       | 北緯38度16分17.4秒 東経140度51分32.9秒 |
| 東北医科薬科大学医師会 | 仙台市宮城野区福室1-12-1 東北医科薬科大学病院内   | 北緯38度16分9.4秒 東経140度58分1秒     |

- 2010年（平成22年）3月、「名取・岩沼医師会」は解散し、「名取市医師会」と「岩沼市医師会」が各々設立された。
- 2011年（平成23年）3月11日に発生した東北地方太平洋沖地震（東日本大震災）で大崎市医師会館（大崎市古川駅前大通3-3-17）が被災したため、大崎市医師会は大崎建設産業会館（大崎市古川旭4-3-24）に移転した。